# Veloztech
Veloztech Engenharia de Competição ist ein brasilianischer Hersteller von Automobilen.

## Unternehmensgeschichte
Cefas de Oliveira Souza gründete 1999 das Unternehmen in Brasília. Im Folgejahr begann die Produktion von Automobilen und Rennwagen. Der Markenname lautet Veloztech.

## Fahrzeuge
Zunächst entstanden Rennwagen für Espron.
Als erstes eigenes Modell erschien die Nachbildung des AC Cobra. Ein Rohrrahmen aus Stahl oder Aluminium bildet die Basis. Darauf wird eine offene zweitürige Karosserie aus Fiberglas montiert. Die Fahrzeuge haben Einzelradaufhängung. Verschiedene Vierzylinder- und V8-Motoren stehen zur Wahl.
Daneben gibt es einen Nachbau des Dino 246 als Coupé. Er hat einen V6-Motor von Alfa Romeo im Heck. Außerdem entstehen Hot Rods auf Basis eines Ford von 1928.